# Marjan Kovačević
Marjan Kovačević (serbisch-kyrillisch Марјан Ковачевић; * 8. April 1957) ist ein serbischer Schachkomponist.

## Schachkomposition
Bei der dritten Weltmeisterschaft der Schachkomposition belegte er im Märchenschach den 2. Platz in der 2. Abteilung. Bei der siebten Weltmeisterschaft war er hinter dem Ukrainer Walentin Rudenko (108 Wertungspunkte) mit 86,5 Wertungspunkten der zweiterfolgreichste Komponist. Er belegte in dieser Veranstaltung den dritten Platz bei den Dreizügern und den zweiten Platz beim Märchenschach. Mit der serbischen Nationalmannschaft konnte er Weltmeisterschaftstitel gewinnen sowie die 2. Europameisterschaft im Lösen von Schachaufgaben und Studien 2006 in Warschau.
Im Jahr 2007 verlieh ihm die PCCC den Titel Großmeister für Schachkomposition. Seit 1988 ist er Großmeister im Lösen von Schachkompositionen, sein Rating im Lösen liegt bei 2557 (Stand: 1. Juli 2012, 19. der Weltrangliste), seine bisherige höchste Wertungszahl 2697. Seit 1989 ist er Internationaler Preisrichter für Zweizüger. Für Serbien ist der in Zemun wohnende Delegierter bei der PCCC.
Marjan Kovačević schrieb Bücher über Schachkompositionen und Schachartikel, zum Beispiel Rezensionen für Mat Plus, die serbische Problemlösergesellschaft und Schachartikel für die Belgrader Tageszeitung Politika. Von ihm erschienen auch im Belgrader Verlag Caissa Commerce mehrere Serien kunststoffbeschichteter Bierdeckel mit Schachkompositionen und einem Lösungsbierdeckel unter dem Namen „Drink Problems“.

## Nahschach
Im Nahschach beträgt seine Elo-Zahl 2121 (Stand: Februar 2025); seine höchste Elo-Zahl war 2213, die seine erste Elo-Zahl war.

## Kompositionsbeispiel
|   | a | b | c | d | e | f | g | h |   |
| 8 |   |   |   |   |   |   |   |   | 8 |
| 7 |   |   |   |   |   |   |   |   | 7 |
| 6 |   |   |   |   |   |   |   |   | 6 |
| 5 |   |   |   |   |   |   |   |   | 5 |
| 4 |   |   |   |   |   |   |   |   | 4 |
| 3 |   |   |   |   |   |   |   |   | 3 |
| 2 |   |   |   |   |   |   |   |   | 2 |
| 1 |   |   |   |   |   |   |   |   | 1 |
|   | a | b | c | d | e | f | g | h |   |

Lösung:

1. Ka5–b5! (droht 2. Tc1–c4 matt)

1. … Dh5xc5+ 2. La7xc5 matt

1. … Dh5–d5 2. Sb4–c6 matt

1. … Dh5–e8+ 2. Sc5–d7 matt

1. … Dh5xe2+ 2. Sc5–d3 matt

1. … Sf2–e4 2. Te2xe4 matt

1. … Ld2–c3 2. Sb4–c2 matt

1. … Ld2xc1 2. Sb4–d5 matt

1. … Ld2–e3 2. Sb4–d3 matt

## Veröffentlichungen
- Milan Velimirović, Marjan Kovačević: 2345 Schachprobleme – Anthology of Chess Combinations. Chess Informant, Belgrad 1997, ISBN 86-7297-031-4.